# 熊本市立小島小学校
熊本市立小島小学校（くまもとしりつ おしましょうがっこう）は、熊本県熊本市西区小島下町にある公立小学校。

## 沿革
- 1874年（明治7年） - 小潟学校として設立
- 1877年（明治10年） - 小島小学校創立
- 1886年（明治19年） - 小島小学校と合併し小潟小学校となる
- 1892年（明治25年） - 小島尋常小学校と改称
- 1900年（明治33年） - 小島尋常高等小学校と改称
- 1927年（昭和2年）9月 - 有明海台風による高潮被害の避難所となり、約250人を収容[1]。
- 1941年（昭和16年） - 小島国民学校と改称
- 1947年（昭和22年） - 小島町立小島小学校と改称
- 1957年（昭和32年） - 熊本市立小島小学校と改称
- 2017年（平成29年） - 熊本市立松尾北小学校、熊本市立松尾東小学校、熊本市立松尾西小学校を統合